# Lavanda
Lavanda (despik, despić, trma, tierma, lat., Lavandula) su rod biljaka iz porodice Lamiaceae. Rasprostranjene su diljem Mediterana, pa sve do Afrike i jugoistočnih predjela Indije. 
Rod lavandi uključuje jednogodišnje i višegodišnje vrste, travolike vrste i grmove. Kako se radi o vrlo široko rasprostranjenoj kulturi, koja se diljem svijeta uzgaja mahom u dekorativne svrhe, ali i za komercijalnu upotrebu, lavandu nerijetko srećemo kako samoniklo raste u prirodi. 
Postoje brojni kultivari lavande, koji su nastali međusobnim oprašivanjem zbog sadnje više vrsta unutar istog vrta ili nasada.

## Povijest
Lavanda se upotrebljava više od 2000 godina. Pretpostavlja se da riječ lavanda dolazi od rimske riječi lavare, što znači prati.
Stari su se Rimljani kupali u mirisnim kupkama u koje su dodavali lavandino ulje. Upotrebljavali su i sušenu lavandu kod crkvenih obreda i kod poroda.
Grci su isto upotrebljavali lavandu, ali više u medicinske svrhe. Poznati se grčki liječnik i botaničar Dioscorides služio njezinim ljekovitim svojstvima u ublažavanju smetnji pri disanju i kao prirodni laksativ.
Mnogi su redovnici u samostanima uzgajali razne ljekovite biljke, a među njima posebno je mjesto imala lavanda. Lavanda se u doba londonske kuge u 18. stoljeću primjenjivala kao zaštita od zaraze tako da su je ljudi stavljali ispod nosa i tako disali. Lavanda je također bila korisna za vrijeme prvog i drugog svjetskog rata, gdje se je primjenjivala kao sredstvo protiv boli i kod previjanja rana kao zaštita od infekcija.

## Vrste
Postoji 49 priznatih vrsta lavande:
1. Lavandula ×alportelensis P.Silva, Fontes & Myre
2. Lavandula angustifolia Mill.
3. Lavandula antineae Maire
4. Lavandula aristibracteata A.G.Mill.
5. Lavandula atriplicifolia Benth.
6. Lavandula bipinnata (Roth) Kuntze
7. Lavandula bramwellii Upson & S.Andrews
8. Lavandula buchii Webb & Berthel.
9. Lavandula ×cadevallii Sennen
10. Lavandula canariensis (L.) Mill.
11. Lavandula ×cavanillesii D.Guillot & Rosselló
12. Lavandula ×chaytoriae Upson & S.Andrews
13. Lavandula ×christiana Gattef. & Maire
14. Lavandula citriodora A.G.Mill.
15. Lavandula coronopifolia Poir.
16. Lavandula dentata L.
17. Lavandula dhofarensis A.G.Mill.
18. Lavandula erythraeae (Chiov.) Cufod.
19. Lavandula galgalloensis A.G.Mill.
20. Lavandula gibsonii J.Graham
21. Lavandula ×ginginsii Upson & S.Andrews
22. Lavandula hasikensis A.G.Mill.
23. Lavandula ×heterophylla Viv.
24. Lavandula ×intermedia Emeric ex Loisel.
25. Lavandula lanata Boiss.
26. Lavandula latifolia Medik.
27. Lavandula ×limae Rozeira
28. Lavandula ×losae Sánchez-Gómez, Alcaraz & García Vall.
29. Lavandula macra Baker
30. Lavandula mairei Humbert
31. Lavandula maroccana Murb.
32. Lavandula minutolii Bolle
33. Lavandula multifida L.
34. Lavandula nimmoi Benth.
35. Lavandula pedunculata (Mill.) Cav.
36. Lavandula pinnata Lundmark
37. Lavandula pubescens Decne.
38. Lavandula qishnensis Upson & S.Andrews
39. Lavandula rejdalii Upson & Jury
40. Lavandula rotundifolia Benth.
41. Lavandula saharica Upson & Jury
42. Lavandula samhanensis Upson & S.Andrews
43. Lavandula setifera T.Anderson
44. Lavandula somaliensis Chaytor
45. Lavandula stoechas L.
46. Lavandula sublepidota Rech.f.
47. Lavandula subnuda Benth.
48. Lavandula tenuisecta Coss. ex Ball
49. Lavandula viridis L'Hér.

## Poveznice
- Budrovka, poznata u nas i kao Hvarski lavandin, križanac je prave (Lavandula angustifolia) i širokolisne lavande (Lavandula latifolia)

## Vanjske poveznice
- Aromatično bilje Hrvatska tehnička enciklopedija, portal hrvatske tehničke baštine. LZMK